# الحملة العسكرية على النرويج
كانت الحملة النرويجية حملة عسكرية دارت في النرويج خلال الحرب العالمية الثانية بين الحلفاء وألمانيا، وبعد الغزو الأخير للبلاد. في نيسان 1940، وجاءت المملكة المتحدة وفرنسا للمساعدة في النرويج مع قوة التدخل السريع. على الرغم من النجاح المعتدل في الأجزاء الشمالية من النرويج، اضطر الغزو الألماني لفرنسا في يونيو حزيران الحلفاء على الانسحاب ونفي الحكومة النرويجية إلى لندن. انتهت الحملة في وقت لاحق باحتلال ألمانيا للنرويج، واستمرار القتال في المنفى مع القوات النرويجية من الخارج. وقع الصراع بين 9 أبريل و10 حزيران 1940، 62 يوما من القتال جعل النرويج الأمة التي صمدت أمام الغزو الألماني لأطول فترة من الزمن، جانبا من الاتحاد السوفياتي.

## خلفية

### اندلاع الحرب العالمية الثانية
وقَّعت كل من بريطانيا وفرنسا على معاهدات معونة عسكرية مع بولندا وأعلن كلاهما الحرب ضد ألمانيا النازية بعد يومين من غزو ألمانيا لبولندا (في الأول من شهر سبتمبر من عام 1939). مع ذلك، لم تشن كلتا الدولتين عمليات هجومية مؤثرة ولم تحصل أي اشتباكات بارزة على مدار أشهر من الحرب والتي عُرفت باسم «الحرب الزائفة» أو «حرب الشَّفق». أراد ونستون تشرشل دفع الحرب إلى مرحلة أكثر نشاطًا، على عكس رئيس الوزراء نيفيل تشامبرلين.
خلال هذا الوقت، أراد الطرفان فتح جبهاتٍ ثانوية. بالنسبة للحلفاء، وللفرنسيين تحديدًا، جاءت هذه الرغبة في فتح جبهاتٍ ثانوية لتجنب تكرار حرب الخنادق التي دارت في الحرب العالمية الأولى، والتي نشبت على طول الحدود الفرنسية الألمانية.
بعد اندلاع الحرب العالمية الثانية، حشَّدت الحكومة النرويجية قطاعاتٍ من الجيش النرويجي وأغلب السفن البحرية التابعة إلى القوة البحرية الملكية النرويجية. استُدعيت كل من الخدمة الجوية للجيش النرويجي والخدمة الجوية البحرية النرويجية الملكية لحماية الحياد النرويجي من الخروقات الممارسة من قبل الدول المتحاربة. خُرِق الحياد النرويجي في بادئ الأمر عند إغراق العديد من السفن البريطانية في المياه الإقليمية النرويجية من قبل غواصات يو بوت الألمانية. في الأشهر اللاحقة، خُرِق الحياد النرويجي من قبل الطائرات الحربية التابعة لجميع الأطراف المتناحرة.
بعد اندلاع الحرب بفترةٍ وجيزة، بدأ البريطانيون بالضغط على الحكومة النرويجية لتزويد المملكة المتحدة بخدمات الأسطول التجاري النرويجي، إذ كان البريطانيون بحاجة ماسة لشحن البضائع التجارية من أجل مجابهة النظام النازي. بعد مفاوضات امتدت للفترة من 25 سبتمبر إلى 20 نوفمبر من عام 1939، وافق النرويجيون على تأجير 150 ناقلة، إضافة إلى سفنٍ أخرى بحمولةٍ إجماليةٍ تصل إلى 450,000 طن. لعِبَ قلق الحكومة النرويجية على خطوط إمداد البلاد دورًا هامًا في إقناعهم بالقبول بهذه الاتفاقية.

### قيمة النرويج
اعتُبرت النرويج، على الرغم من كونها دولةً محايدة، ذات أهمية إستراتيجية لكلا طرفي الحرب لأسباب عديدة. السبب الأول هو أهمية خام الحديد القادم عبر ميناء نارفيك، والذي صُدّرت من خلاله كميات كبيرة من خام الحديد من السويد (الذي اعتمدت عليه ألمانيا)، كان هذا المسار ذو أهمية خاصة خلال أشهر الشتاء وتجمد معظم مساحات بحر البلطيق. تنامت أهمية ميناء نارفيك بالنسبة للبريطانيين بعد تيقنهم بعدم تحقق «عملية كاثرين»، والتي خططوا من خلالها السيطرة على بحر البلطيق. حذّر الأدميرال الأعلى إريش رايدر في عام 1939 مرارًا من الخطر المحتمل على ألمانيا في حال أخذ بريطانيا لزمام المبادرة والشروع في غزو الدول الاسكندنافية؛ إذ أن امتلاك البحرية الملكية القوية لقواعد في بيرغن ونارفك وتروندهايم يعني أن بحر الشمال سيكون شبه مغلقٍ بالنسبة لألمانيا، وأن سلاح بحرية ألمانيا النازية «كريغسمارينه» سيكون في خطرٍ محدق حتى في بحر البلطيق.
يمنح التحكم بالنرويج رصيدًا استراتيجيًا في معركة الأطلسي. توفر السيطرة على الموانئ فجواتٍ في الحصار البحري المفروض على ألمانيا، مما يسمح لها بالولوج إلى المحيط الأطلسي. من خلال إحكام السيطرة على هذه الموانئ، ستتمكن ألمانيا من استخدام قوتها البحرية بفاعلية ضد دول التحالف. سيسمح الوصول إلى القواعد الجوية النرويجية بتحليق طائرات الاستطلاع الألمانية بعيدًا فوق الجزء الشمالي للمحيط الأطلسي، في حين ستعمل غواصات اليو بوت والسفن السطحية الألمانية المنطلقة من القواعد البحرية النرويجية على فك خط الحصار البحري البريطاني الممتد على طول بحر الشمال إضافة إلى مهاجمة الأرتال المتوجهة إلى بريطانيا العظمى.

### حرب الشتاء
عندما بدأ الاتحاد السوفيتي هجومه على فنلندا في 30 نوفمبر من عام 1939، وجد الحلفاء نفسهم في توافقٍ مع النرويج والسويد لدعم فنلندا ضد الباغي الأكبر.
بعد اندلاع الحرب بين فنلندا والاتحاد السوفيتي، حشَّدت النرويج قواتٍ بريةٍ أكثر من العدد الذي خُطط له في البداية. في أوائل عام 1940، أوفدت فرقتهم السادسة في مقاطعتي فينمارك وترومس 9,500 جنديًا لمجابهة الهجوم السوفيتي، والذين تمركزوا في الأجزاء الشرقية تحديدًا من مقاطعة فينمارك. بقيت أجزاءٌ من قوات الفرقة السادسة في مقاطعة فينمارك حتى بعد الغزو الألماني، وذلك من أجل حمايتها من هجومٍ سوفيتي مُحتمل. خرقت السلطات النرويجية حياد البلاد بصورةٍ سرية خلال حرب الشتاء من خلال إمداد الفنلنديين بشحنة من 12 مدفعٍ من مدافع إيرهارت الميدانية عيار 7.5 سم نموذج عام 1901 و12,000 قذيفة إضافةً إلى سماحهم للبريطانيين باستعمال الأراضي النرويجية في نقل الطائرات الحربية وغيرها من الأسلحة إلى فنلندا.
برزت هذه الأحداث كفرصة للحلفاء، مانحةً إياهم إمكانية الاستفادة من هذا الغزو وإرسال قطاعاتٍ عسكريةٍ داعمة من أجل احتلال حقول خام الحديد في السويد والسيطرة على موانئ النرويج. تضمنت الخطة، والتي دعا لها الجِنِرال البريطاني إيدموند آيرونسايد، إنزال فرقتين عسكريتين في ميناء نارفيك، وخمسة كتائب في مكانٍ ما في منتصف النرويج، وفرقتين إضافيتين في تروندهايم. دفعت الحكومة الفرنسية باتجاه اتخاذ خطواتٍ لمواجهة الألمان خارج الأراضي الفرنسية.
تسببت هذه التحركات بإثارة قلق الألمان. وضع الاتفاق الألماني السوفيتي فنلندا في منطقة النفوذ السوفيتي، ولهذا السبب، تبنت ألمانيا موقفًا محايدًا خلال هذا الصراع. تسببت هذه السياسة بتنامي الرأي المناهض لألمانيا في عموم الدول الاسكندنافية، إذ ساد اعتقادٌ بوجود تحالفٍ بين الألمان والاتحاد السوفيتي. بدأت المخاوف بالبروز لدى القيادات العليا الألمانية وخشيوا من سماح النرويج والسويد لجنود الحلفاء بالتحرك من أجل مساعدة فنلندا في الحرب.
لم تحصل العمليات المقترحة لانتشار جنود دول الحلفاء، وذلك بعد اندلاع مظاهرات حاشدة في النرويج والسويد احتجاجًا على المقترح الذي طُرح بشأن السماح لجنود الحلفاء بالعبور من خلال أراضيهم. أُلغيت خطط الحلفاء المتعلقة بفنلندا، وذلك بعد توقيع معاهدة سلام موسكر في 12 مارس من عام 1940. تسبب إلغاء الإنزالات العسكرية المخطط لها بتسليط ضغط شديد على حكومة رئيس الوزراء البريطاني نيفيل تشامبرلين، والتي دفعت بالحلفاء في نهاية المطاف إلى زرع ألغام قبالة الساحل النرويجي في 8 أبريل.

### فيدكون كفيشلينغ والاستقصاء الألماني الأولي
اعتقدت القيادة الألمانية العليا أن إبقاء النرويج في موقف محايد سيخدم المصالح الألمانية. طالما ابتعد الحلفاء عن المياه النرويجية، فإن هذا يعني أنها ستكون ممرًا آمنًا للسفن التجارية التي تسير على امتداد الساحل النرويجي لشحن خام الحديد الذي تستورده ألمانيا.
بالرغم من هذا، طالَب الأدميرال الأعلى إريش رايدر بغزو الموانئ النرويجية. آمن رايدر بأن الاستحواذ على هذه الموانئ سيعود بنفعٍ كبير على ألمانيا في حربها مع المملكة المتحدة.
في 14 من ديسمبر عام 1939، عرَّف الأدميرال رايدر أدولف هتلر على فيدكون كفيشلينغ، وهو وزير دفاع نرويجي سابق موالي للنازية. اقترح كفيشلينغ تعاونًا ألمانيًا شاملًا بين ألمانيا النازية والنرويج. في اجتماعهما الثاني بعد أربعة أيام في 18 ديسمبر 1939، تناقش كفيشلينغ وهتلر حول خطر غزو الحلفاء للنرويج.
بعد اللقاء الأول مع كفيشلينغ، أمر هتلر القيادة العليا للفيرماخت بالبدء بدراسة الخطط الممكنة لغزو النرويج. كان لقاء كفيشلينغ ذا تأثيرٍ جوهريٍ في إشعال رغبة هتلر في احتلال البلاد. اكتملت أول خطة لاحتلال النرويج، والتي أُطلق عليها اسم «دراسة الشمال، بالألمانية: Studie Nord»، في 10 يناير من عام 1940، وذلك بعد أن أمر هتلر بصياغتها في 14 ديسمبر 1939. في أمر هتلر بالبدء بالعمل على خطة جديدة، التي أُطلق عليها اسم «فيزروبونغ». بدأ العمل على خطة فيزروبونغ في 5 فبراير.

## وصلات خارجية
- الحملة النرويجية